# محمد بن علي الأرمني
محمد بن علي الأرمني هو نجل القائد العسكري العباسي علي الأرمني، الذي اشتهر بقيادته العديد من الحملات ضد الإمبراطورية البيزنطية، خلال فترة توليه منصب والي طرسوس، قُرابة آذار 852 إلى 862. تم تعيين محمد نفسه في نفس المنصب عام 872، بعد وفاة الوالي المُرشَّح محمد بن هارون التغلبي قبل توليه المنصب، وشَغَلَه حتى قتله البيزنطيون عام 873.